# Teatro Contavalli
Il Teatro Contavalli è stato un teatro d'opera situato a Bologna, in Via Mentana. L'edificio, a lungo utilizzato come teatro, adesso è occupato dagli uffici del Centro Italiano di Documentazione sulla cooperazione e l'economia sociale.

## Storia
Il teatro fu realizzato tra il 1812 e il 1814 grazie al patrocinio del dottore e imprenditore Antonio Contavalli, e sorse in un lotto che anticamente formava parte del convento dei Carmelitani annesso alla chiesa di San Martino.
Il teatro fu inaugurato il 3 ottobre del 1814, con l'opera La Matilde ossia La donna selvaggia di Carlo Coccia.
Il teatro Contavalli accolse la prima bolognese de L'italiana in Algeri di Gioachino Rossini con Marietta Marcolini: visto il successo, l'opera fu poi rappresentata al Teatro Comunale e al Teatro del Corso. Nel 1816, la compagnia del teatro mise in scena il Barbiere di Siviglia.
Queste furono solo le prime di una lunga serie di rappresentazioni delle opere di Rossini a Bologna al Contavalli, tra cui si ricordano la Matilde di Shabran, ossia Bellezza e cuor di ferro, o ancora l'Otello.
Nel 1824, l'Accademia Filodrammatica, presieduta dal marchese Massimiliano Angelelli, decise di dedicarsi alla messa in scena di opere del teatro classico: questo causò il risentimento di numerosi membri che formarono una fazione opposta ai puristi. Con il supporto del Cardinal Legato, formarono la Società dei Concordi, che dette il patrocinio per la realizzazione di opere moderne, spesso con controverse sfumature politiche, al Contavalli. Nel 1876, fu formata una nuova compagnia, l'Accademia Filodrammatica Albergati sotto la guida del marchese Gioacchino Napoleone Pepoli, appoggiata al teatro.
Nel 1888 Alfredo Testoni, con il supporto della Società del Dottor Balanzone, che era stabile al Contavalli, creò una compagnia dedicata alla realizzazione di spettacoli in dialetto locale e lingua vernacolare. Tra gli attori vi erano Argia e Guglielmina Magazzari, Augusto Galli e Carlo Musi. Il loro primo lavoro fu una commedia in bolognese intitolata Pisuneint (Pigionanti) di Testoni.
Dal 1909, Testoni si è unito alla compagnia del teatro con Goffredo Galliani, portando in scena lo spettacolo Acqua e ciacher nel già ristrutturato Teatro Contavalli. Misero in scena numerosi lavori di Angelo Gandolfi prima della divisione della compagnia dovuta a dissapori tra i due attori. La direzione del teatro continuò con Galliani fino al 1938, quando divenne un cinema teatro, poi riconvertito in un cinema a luci rossi fino al 1979, anno della chiusura.
La sala del teatro non esiste più.

## Descrizione
Il Teatro fu realizzato ad opera dell'ingegnere Giovan Battista Martinetti e dell'architetto Giuseppe Nadi. La platea e i tre ordini di palchi, che potevano accogliere fino a 800 spettatori, erano decorati, come il sipario, con dipinti di Antonio Basoli. Altre nicchie del teatro erano decorate da Pietro Fancelli, Luigi Cini, Rodolfo Fantuzzi e Mauro Berti.
La stuccatura era opera di Pietro Trefogli. Lo stile della decorazione fu definito come pompeiano: un'interpretazione del XIX secolo degli stili dell'Antica Roma.